# Ernő Béres
Ernő Béres (* 30. Juli 1928 in Miskolc; † 21. April 2023) war ein ungarischer Mittel- und Langstreckenläufer.
1951 gewann er bei den Weltfestspiele der Jugend und Studenten Silber über 1500 m. Bei den Olympischen Spielen 1952 in Helsinki wurde er Siebter über 5000 m, und bei den Weltfestspielen der Jugend und Studenten 1953 holte er erneut Silber über 1500 m.
1951 wurde er Ungarischer Meister über 1500 m.

## Persönliche Bestzeiten
- 1500 m: 3:44,4 min, 22. Oktober 1955, Budapest
- 5000 m: 14:01,0 min, 20. August 1955, Budapest
- 10.000 m: 30:19,8 min, 26. Oktober 1952, Nyíregyháza